# 에릭 카먼
에릭 카먼(Eric Carmen, 1949년 8월 11일 ~ 2024년 3월 8일)은 미국의 기타 연주자, 가수, 싱어송라이터, 키보드 연주자이다.
1970년 팝 록 밴드 라즈베리스 리드 보컬로 처음 이름을 알렸다. 1975년 라즈베리스가 해체하면서 단독 활동을 시작하여 1970년대와 80년대에 "All by Myself"(1975), "Never Gonna Fall in Love Again"(1975), "She Did It"(1977), "Hungry Eyes"(1987), "Make Me Lose Control"(1988) 등 많은 히트곡을 냈다.

## 음반 목록

### 솔로 정규 앨범
- Eric Carmen (1975)
- Boats Against the Current (1977)
- Change of Heart (1978)
- Tonight You're Mine (1980)
- Eric Carmen (1985)
- I Was Born to Love You (2000)